# Aceña

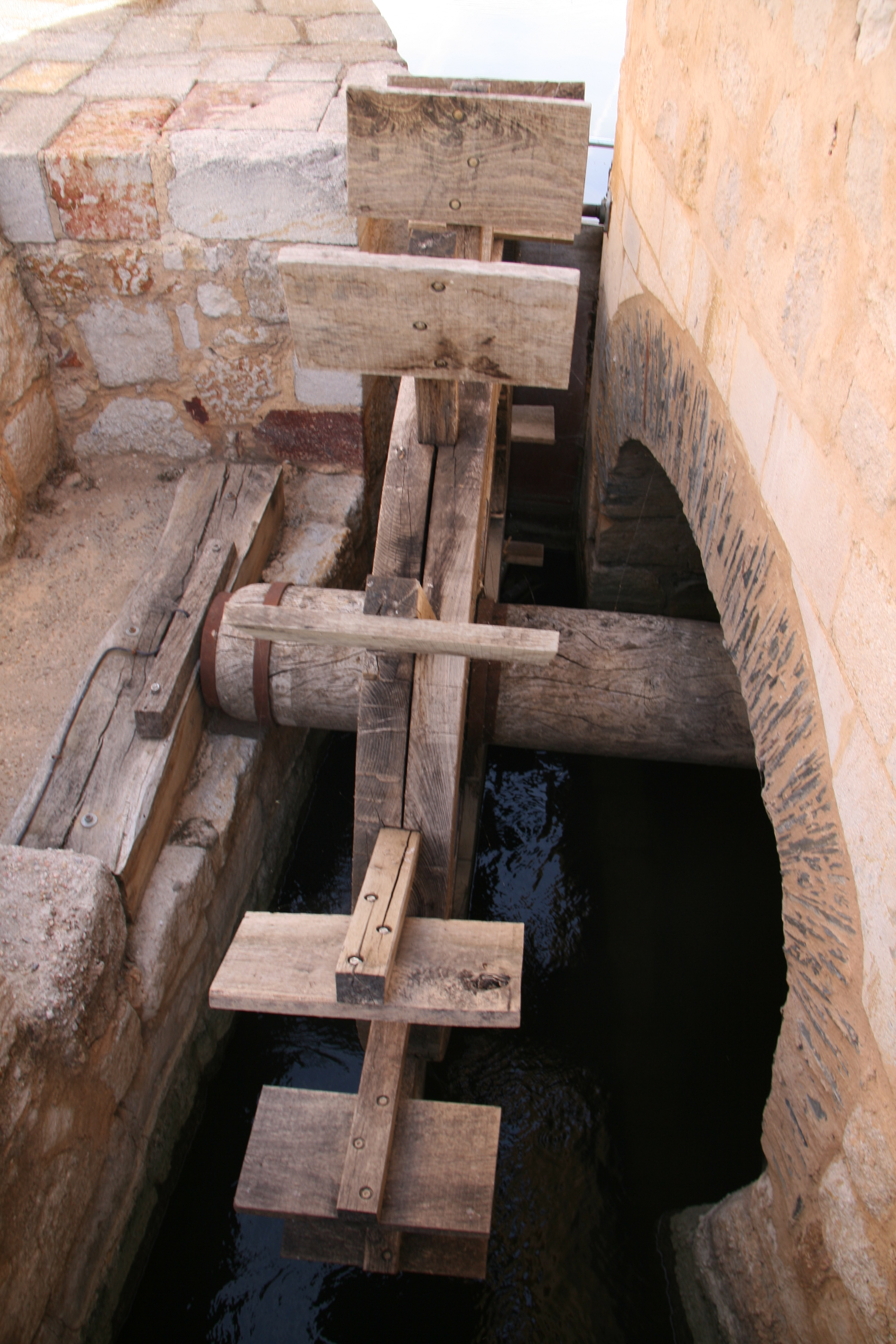
Rueda de eje horizontal de la aceña de Olivares, en Zamora.

Aceña (antigua cenia), término de origen árabe, denomina un complejo hidráulico utilizado en la península ibérica desde el siglo VIII. El término puede hacer referencia indistintamente al conjunto de la construcción, al azud (o la “azuda”) y canales que la complementan, y de una manera más técnica al ingenio hidráulico hecho de madera y cuya rueda motriz se encuentra instalada en sentido vertical y con su eje horizontal, para recibir de forma directa el flujo del agua (a diferencia del molino tradicional ‘griego’ que presenta su rueda hidráulica en sentido horizontal, paralela a la rueda molinera y a la superficie del agua).

## Etimología
Aceña (o cenia) toma su sentido del concepto sinónimo «elevadora», originado en el término «assánya» del árabe hispánico, derivado de la voz del árabe clásico «sāniyah». Para la Real Academia Española define, en su primera acepción, a todo molino hidráulico harinero construido en la ribera de una corriente de agua; aunque, siguiendo a la misma institución, puede usarse como sinónimo de «azud», como ingenio para el regadío y, por extensión de este concepto, como «acequia» o «canal».

## Historia

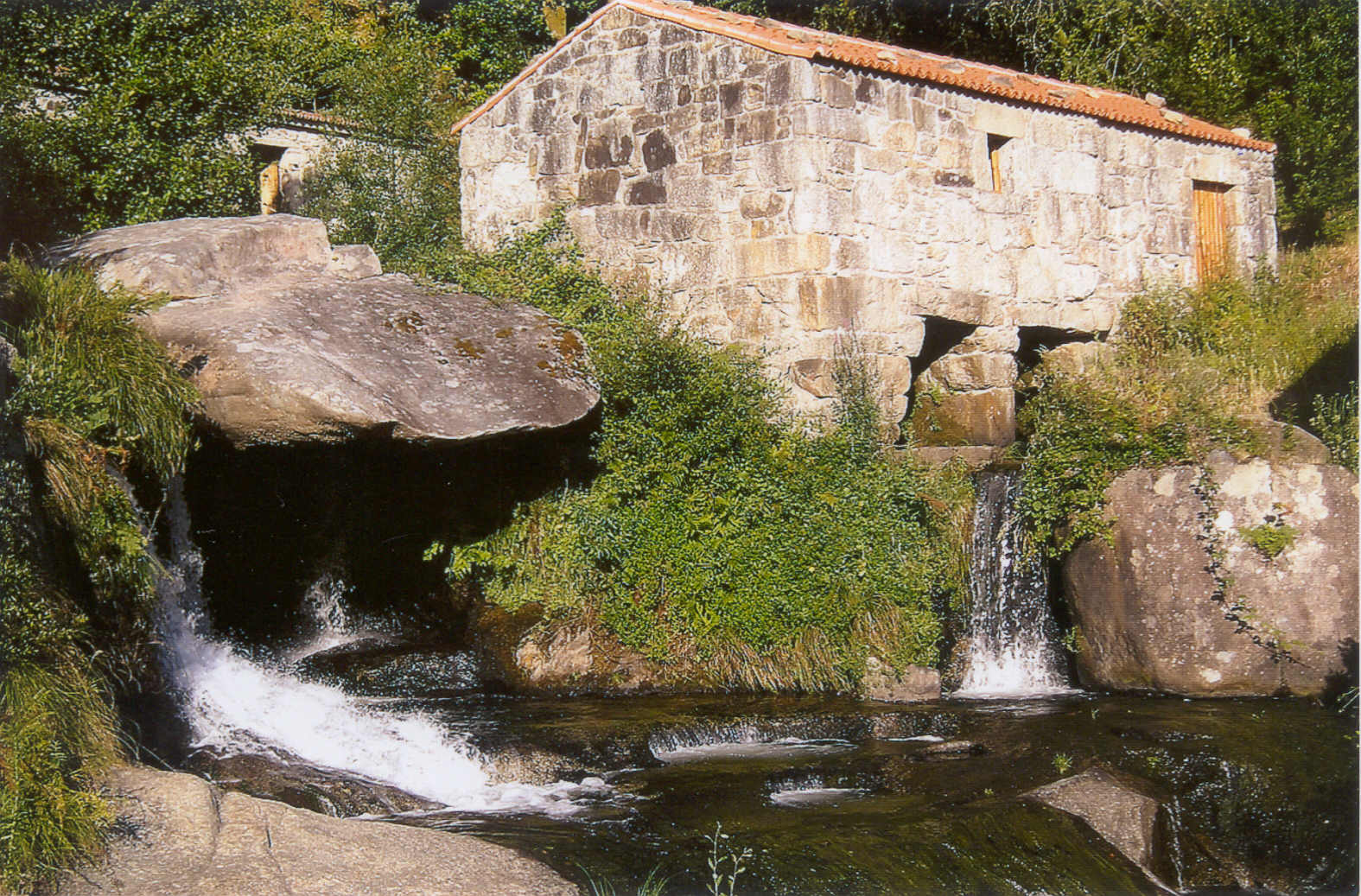
Aceña («acea») en Caldas de Reyes, Galicia, España.

A partir de su origen griego y romano, e introducido en la península ibérica por los musulmanes, el ingenio hidráulico llamado aceña en gran parte de lo que luego conformaría el territorio español ha sido considerado por algunos historiadores, como uno de los prototipos básicos del molino tradicional.
Descrita por el ingeniero militar Marco Vitruvio ya en el I a. C., la renuencia de los propios romanos a utilizar una máquina cuyo trabajo cubría el estamento social de los esclavos hizo que el molino hidráulico no se extendiera en la península ibérica hasta la llegada de los musulmanes en el siglo vii.
Julio Caro Baroja sitúa la «gran revolución» de la molinería en el País Vasco en el siglo XIII, cuando el ingenio conocido en la península ibérica como aceña (molino con rueda hidráulica de eje horizontal), evolucionó hacia el molino hidráulico de eje vertical con rueda colocada en sentido horizontal. Por su parte, Pierre Cuvillier localiza dicha evolución en la Cataluña del siglo XIV.
El primer molino de eje vertical ‘evolucionado’ que aparece representado, está datado en 1430 y localizado en Bohemia; medio siglo después el arquitecto, escultor y pintor sienés Francesco di Giorgio los pintó en la Italia de 1475, periodo en que también los representaría Leonardo (1452-1519).

## Funcionamiento
Todo parece indicar que en su origen, las aceñas se construían en el propio cauce del río, para que la fuerza motriz del agua hiciera girar una rueda hidráulica vertical de paletas –emparentada con las llamadas ruedas vitruvianas–, que trasmitía «el movimiento de giro del eje horizontal de la rueda al eje vertical de una piedra de moler», gracias al conjunto mecánico de la catalina y la linterna.
Para aprovechar mejor la corriente de agua, aumentar su velocidad o caudal y depender menos del estiaje, se crearon represas o azudes y se construyeron acequias o canales que desviaban parte del curso del río hasta el molino, sin necesidad de que este estuviera dentro del agua; de ahí que fueran conocidos como molinos "de caz" o "cauce" (al estar provistos de un azud o presa que embalsaba y canalizaba el agua). Este artefacto permitió además modificar la altura o nivel del agua en su encuentro con la rueda para conseguir con el salto una mayor presión, o al menos el volumen suficiente en los ríos pequeñas y/o de caudal estacional.
La entrada del agua en la rueda generó varios modelos hidrodinámicos; entre los más habituales: los de empuje, de caída o precipitación y de paso, es decir:

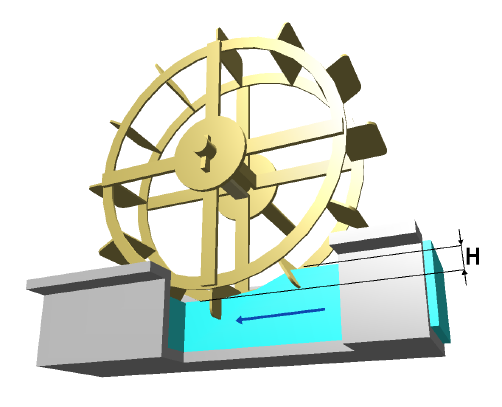
1.por empuje
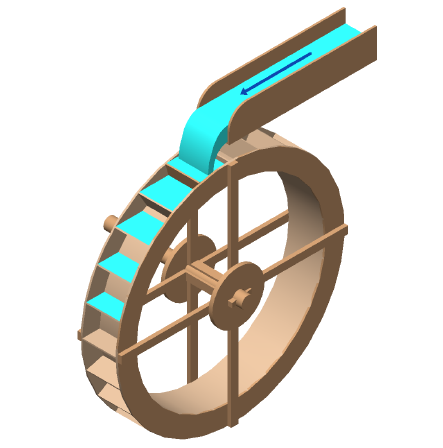
2.por precipitación o descarga
3.paso de flujo conducido

1. El agua empuja una rueda vertical de palas o cangilones (rueda hidráulica gravitatoria), actuando más por su peso (energía potencial) que por su velocidad (energía cinética), y movía unos engranajes que transmitían el movimiento a las muelas (piedras de molino), produciendo la rotación de las mismas.
2. El agua se precipita o descarga a media altura sobre una rueda hidráulica de paletas rectas (rueda vitrubiana), aumentando así la velocidad del agua.
3. El agua, al final de la caída, pasa por unos estrechos conductos reforzados llamados saetines o saetillos, que impulsaban y concentraban el chorro de agua a gran presión contra unas ruedas horizontales ("rodetes" o "rodeznos") de cucharas (los álabes), transmitiéndose en este caso un movimiento directamente por un eje vertical (el árbol o "palón") a un aparejo donde se colocaban, por lo general, un juego de piedras de moler (la inferior solera, que estaba fija, y la superior móvil volandera, que se regulaban a través de palancas, y se sustituían con grúas rústicas, llamadas "medialuna" o "cabrios" (de Cabrias, el estratega griego). Por lo general, había un rodezno por cada juego de piedras de moler (las muelas), pero de éstas podían haber hasta dos pares, para lo cual se disponía de un sistema de embragues para permutar la funcionalidad de los dos juegos de piedras (cualquiera, los dos, o ninguno). Después de pasar por el rodezno, el agua regresaba al cauce por un canal de retorno, socaz o canal/caz bajo).

## La explicación de Vitruvio

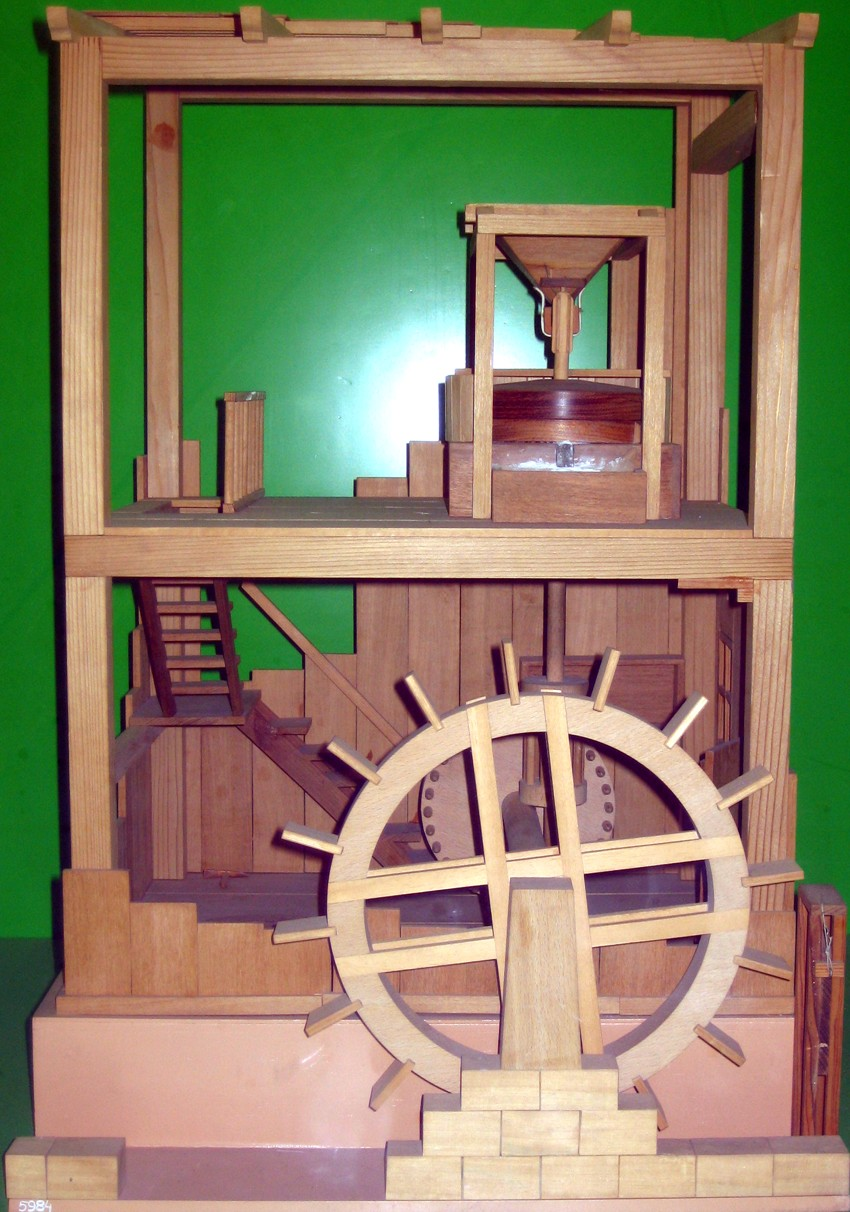
Maqueta en madera de la rueda de Vitruvio (mNACTEC, Tarrasa)

En torno a su frente (del río), se fijan unas paletas, que cuando son impelidas por el ímpetu de la corriente del río hacen girar las ruedas; y así sacando el agua de los ríos arcaduces, la hacen descender sin necesidad de la intervención de los hombres, y por sólo el empuje de la corriente del río suministran el agua que para el uso sea menester. De la misma manera se mueven los molinos de agua, que son en todo semejantes, excepto en que tienen en uno de los extremos del eje un tambor dentado que colocado verticalmente gira con la rueda. En conexión con este tambor dentado, hay otro mayor, y dispuesto horizontalmente, que forma cuerpo con la rueda. Así los dientes del tambor horizontal hacen girar la muela. En esta máquina una tolva que está colocada colgando, suministra el trigo a las muelas y por efecto de esta misma rotación va moliendo la harina.
Marco Lucio Vitruvio (primer siglo a. C.) 

## En la literatura
En la novela El ingenioso hidalgo Don Quijote de la Mancha, escrita por Miguel de Cervantes, puede leerse a lo largo del capítulo XXIX de la Segunda Parte de la famosa novela (1615), una divertida descripción de las aceñas y sus molineros, relato que podría sintetizarse en este fragmento de la conversación entre Sancho Panza y su señor Don Quijote.

En esto, descubrieron unas grandes aceñas que en la mitad del río estaban, y apenas las hubo visto don Quijote, cuando con voz alta dijo a Sancho:

—¿Vees? Allí, ¡oh amigo!, se descubre la ciudad, castillo o fortaleza donde debe de estar algún caballero oprimido, o alguna reina, infanta o princesa malparada, para cuyo socorro soy aquí traído.
—¿Qué diablos de ciudad, fortaleza o castillo dice vuesa merced, señor? —dijo Sancho—. ¿No echa de ver que aquellas son aceñas que están en el río, donde se muele el trigo?

—Calla, Sancho —dijo don Quijote—, que aunque parecen aceñas no lo son, y ya te he dicho que todas las cosas trastruecan y mudan de su ser natural los encantos. No quiero decir que las mudan de en uno en otro ser realmente, sino que lo parece, como lo mostró la experiencia en la transformación de Dulcinea, único refugio de mis esperanzas.

## En la toponimia española

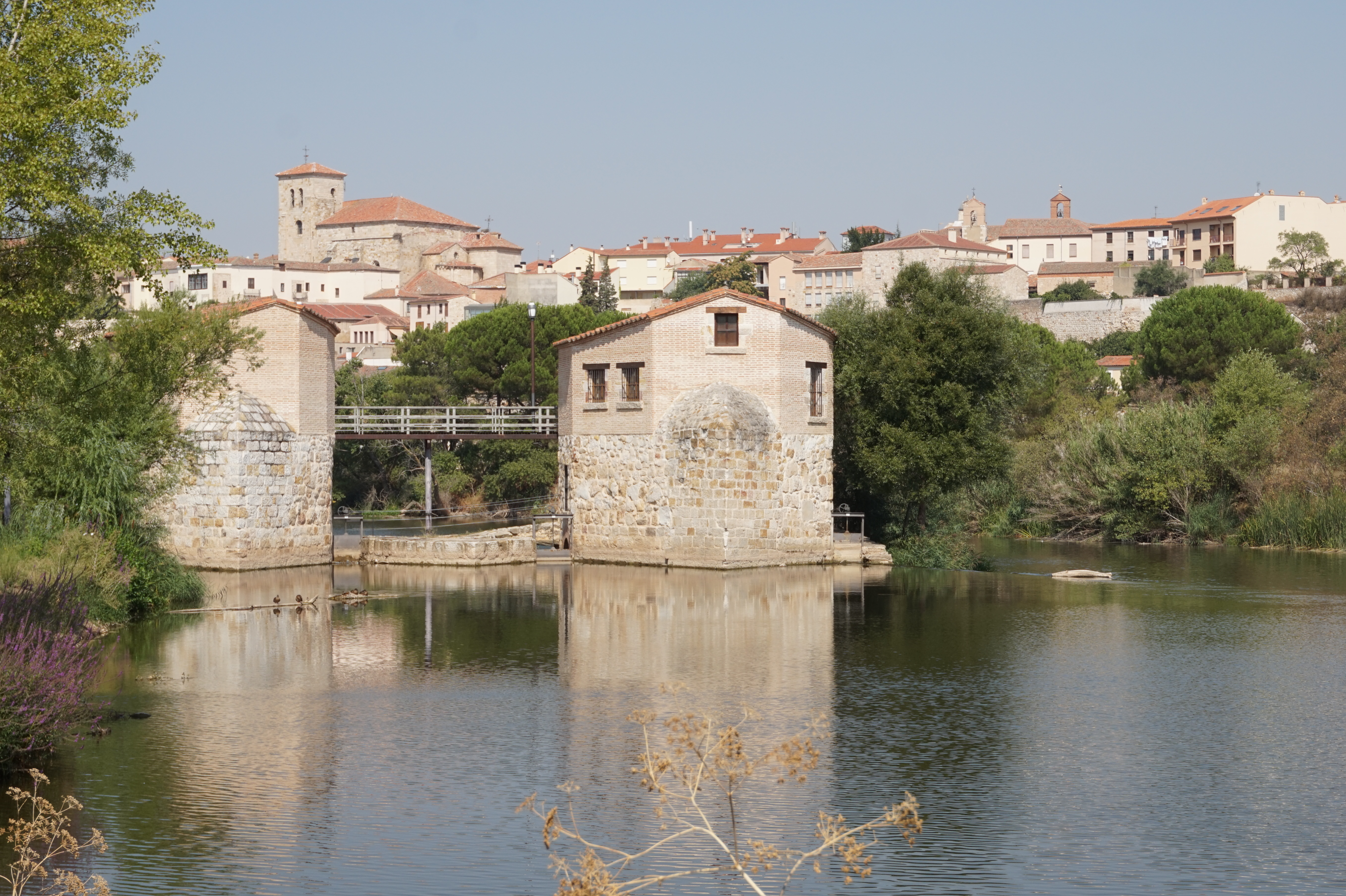
Aceñas de Cabañales desde la orilla izquierda del río Duero en Zamora.

Como ocurre con el término «molino» (o «molinos»), la voz «aceña» o su plural «aceñas» enuncia diversos lugares o localidades en España, de entre los que pueden enumerarse:
- Aceña (Caminomorisco) La aceña, en Cáceres;
- Aceña de Lara o La Aceña, en Burgos;
- Aceñas de Cabañales, en Zamora;
- Aceñas de Gijón, en Zamora;
- Aceñas de Olivares, en Zamora;
- Aceñas de la Pinilla, en Zamora;
- La Aceña de la Borrega, en Cáceres;
- Molino de la Aceña (Cuellar), en Segovia;
- Embalse de La Aceña, en Ávila;